# Consistórios de Pio X
O Papa Pio X ( r . 1903–1914 ) criou 50 cardeais em sete consistórios . Vinte deles eram italianos.
Um dos cardeais que ele nomeou se tornou o papa Bento XV .

## 9 de novembrode1903
Pio criou dois cardeais em seu primeiro consistório, ambos funcionários da Cúria Romana . Lançando sua campanha para eliminar o aplauso das celebrações religiosas, ele não foi levado para o consistório na sedia gestatoria como era tradicional. Ele chegou a pé vestindo uma corda e mitra no final da procissão de prelados "quase escondido atrás da linha dupla de Guardas Palatinos através do qual ele passou". Três cardeais criados no último consistório do Papa Leão XIII em junho receberam seus chapéus vermelhos neste consistório também.
1. Rafael Merry del Val (1865-1930)
2. Giuseppe Callegari (1841–1906)

## 11 de dezembrode1905
Pius criou quatro cardeais em 11 de dezembro de 1905, um do Brasil, da Hungria, da Itália e da Espanha. Arcoverde foi o primeiro cardeal brasileiro e o primeiro cardeal nascido na América Latina.
1. József Samassa (1828–1912)
2. Marcelo Spínola (1835-1906)
3. Joaquim Arcoverde de Albuquerque Cavalcanti (1850-1930)
4. Ottavio Cagiano de Azevedo (1845–1927)

## 15 de abrilde1907
O papa Pio criou sete cardeais em 15 de abril de 1907. Isso aumentou o número de cardeais para 62, dos quais 37 eram italianos.
1. Aristide Cavallari (1849-1914)
2. Gregorio María Aguirre y García, O.F.M. (1835-1913)
3. Aristide Rinaldini (1844-1920)
4. Benedetto Lorenzelli (1853-1915)
5. Pietro Maffi (1858-1931)
6. Alessandro Lualdi (1858-1927)
7. Désiré-Joseph Mercier (1851-1926)

## 16 de dezembrode1907
Pio criou quatro cardeais em 1907, dois italianos e dois franceses. Pio falou longamente neste consistório sobre a perseguição da Igreja pelo governo francês .
1. Pietro Gasparri (1852-1934)
2. Louis Luçon (1842-1930)
3. Pierre Andrieu (1849-1935)
4. Gaetano de Lai (1853-1928)

## 27 de novembrode1911
A partir de 1907, consistências para a criação de cardeais foram anunciadas e adiadas. Em 27 de novembro de 1911, Pio criou dezoito novos cardeais e mais um adicional criado em pectore ou sem nome. Cinco eram italianos, quatro franceses e três americanos. A especulação sobre o não identificado centrado no Patriarca de Lisboa, António Mendes Belo, desde a criação da República Portuguesa em 1910, adoptou políticas severamente anticlericais e exilou Mendes Belo de Lisboa por violar a sua lei sobre a separação entre Igreja e Estado.A representação americana no Colégio cresceu de um para quatro após a reclassificação dos Estados Unidos como não sendo mais um país missionário. Isso incluiu um americano Diomede Falconio, um cidadão americano nascido na Itália que passou a maior parte de sua carreira nos Estados Unidos e no Canadá. Van Rossum was the first cardinal from the Netherlands in four hundred years.  Van Rossum foi o primeiro cardinal da Holanda em quatrocentos anos.
Treze dos dezoito novos cardeais compareceram ao consistório público, onde Pio elogiou as manifestações públicas que saudaram suas nomeações nos Estados Unidos e novamente abordaram o "peso da perseguição" na França.
1. José Cos y Macho (1838-1919)
2. Diomede Falconio, O.F.M. (1842–1917)
3. Antonio Vico (1847-1929)
4. Gennaro Granito Pignatelli di Belmonte (1851-1948)
5. John Murphy Farley (1842-1918)
6. Francis Bourne (1861-1935)
7. Franziskus von Sales Bauer (1841–1915)
8. Léon-Adolphe Amette (1850–1920)
9. William Henry O'Connell (1859 a 1944)
10. Enrique Almaraz y Santos (1847-1922)
11. François-Virgile Dubillard (1845 a 1914 )
12. Franz Xaver Nagl (1855-1913)
13. François de Rovérié de Cabrières (1830-1921)
14. Gaetano Bisleti (1856-1932)
15. Giovanni Lugari (1846-1914)
16. Basilio Pompilj (1858-1931)
17. Louis Billot, S.J. (1846-1931), demitiu-se do Colégio em 1927
18. Willem Marinus van Rossum, C.Ss.R. (1854-1932)

### In Pectore
1. António Mendes Belo (1842-1929), criado cardeal in pectore , anunciado em 25 de maio de 1914[8][13][c]

## 2 de dezembrode1912
Em um consistório onde ele criou um cardeal, Pio também concedeu regalias a cardeais em vários cardeais criados no consistório anterior: Nagl, Cos e Macho, Vico, Bauer, Almarez e Santos, Farley e O'Connell.
1. Károly Hornig (1840-1917)

## 25 de maiode1914
Em 26 de abril de 1914, o Papa Pio anunciou que criaria 13 novos cardeais em um consistório de 25 de maio. Ele anunciou que fez Mendes Belo cardeal em pectore em novembro de 1911.
1. Victoriano Guisasola y Menéndez (1852–1920)
2. Louis-Nazaire Bégin (1840–1925)
3. Domenico Serafini, O.S.B. (1852-1918)
4. Giacomo della Chiesa (1854-1922) (Papa Bento XV; 1914-1922)
5. János Csernoch (1852-1927)
6. Franziskus von Bettinger (1850 a 1917)
7. Hector Sévin (1852-1916)
8. Felix von Hartmann (1851-1919)
9. Friedrich Gustav Piffl, C.R.S.A. (1864-1932)
10. Scipione Tecchi (1854–1915)
11. Filippo Giustini (1852–1920)
12. Michele Lega (1860-1935)
13. Francis Aidan Gasquet, O.S.B. (1846-1929)

### RevelaçãoIn pecture
1. António Mendes Belo (1842-1929) in pectore em 27 de novembro de 1911